# جان بابتيست شاتينيي
جان بابتيست شاتيني ، أو جوني شاتيني ، ولد في لا غويوتيار (أدرجت اليوم في مدينة ليون ) في 19جانفي 1834 وتوفي يوم 11 جويلية 1886 وهو رسام ونحات فرنسي

## سيرة شخصية
تم قبول جان بابتيست شاتينيي في مدرسة ليون للفنون الجميلة حيث درس النقش لأول مرة، والذي تركه للرسم. فاز بجائزة مسابقة الرسم التاريخي وذهب إلى إيطاليا، حيث درس الرسم في البندقية بشكل رئيسي. ومن هناك، ذهب إلى باريس حيث عمل لمدة اثني عشر عامًا، ومر عبر ورش عمل فرانسوا إدوارد بيكو وتوماس كوتور. وهناك التقى بالفنانين الذين أثروا في عمله وأرشدوه نحو الرسم الديني.